# Drassyllus eremophilus
Drassyllus eremophilus är en spindelart som beskrevs av Chamberlin och Willis J. Gertsch 1940. Drassyllus eremophilus ingår i släktet Drassyllus och familjen plattbuksspindlar. Inga underarter finns listade i Catalogue of Life.